# ERCO
Die ERCO GmbH ist als mittelständischer Leuchtenhersteller auf Architekturbeleuchtung mit LED-Technologie spezialisiert. Der Sitz der Firmenzentrale und der Produktion liegt im sauerländischen Lüdenscheid. Der Firmenname ERCO stellt eine phonetische Abkürzung der Gründungsbezeichnung „Reininghaus & Co.“ dar. Das 1934 gegründete Familienunternehmen operiert weltweit in knapp 40 Ländern.

## Geschichte
ERCO wurde 1934 von Arnold Reininghaus (1907–2003), Paul Buschhaus und Karl Reeber in Lüdenscheid, Westfalen, gegründet und befindet sich bis heute in Familienbesitz. In den Anfangsjahren des Unternehmens stellte ERCO Teile für Leuchten her, insbesondere einen federgestützten Aufrollmechanismus für Hängeleuchten (Zugleuchten). Noch vor dem Zweiten Weltkrieg wurde die industrielle Produktion vollständiger Leuchten aufgenommen. Nach 1945 führten Arnold Reininghaus und Karl Reeber das Unternehmen weiter, Mitgründer Paul Buschhaus war im Krieg gefallen. Reininghaus hatte außer der einen Tochter keine weiteren Nachkommen. 
1963 trat Klaus Jürgen Maack (1938–2019), der Schwiegersohn von Arnold Reininghaus, in das Unternehmen als Geschäftsführer ein. Von 1967 bis 1969 baute ERCO auf der „Brockhauser Ebene“ vor den Toren Lüdenscheids einen neuen Firmensitz mit Verwaltungs- und Produktionsgebäuden, die die zuvor im Stadtgebiet verstreuten Standorte sammelte. Unter der Führung von Maack entstand außerdem eine neue Marketingstrategie mit dem Motto „Wir verkaufen Licht statt Leuchten“. Für ihre Umsetzung wurde das Unternehmen 1980 mit dem „Deutschen Marketingpreis“ ausgezeichnet.
In Zusammenarbeit mit dem Gestalter Otl Aicher ab 1974 entwickelte sich ERCO zu einem designorientierten Unternehmen. In den 1980er und 1990er Jahren weitete ERCO seine internationalen Aktivitäten aus und gründete diverse Tochtergesellschaften im Ausland. 2003 übergab Klaus Jürgen Maack innerhalb der inzwischen vierköpfigen Geschäftsführung die Sprecherrolle an seinen Sohn Tim Henrik Maack. Aktuell besteht die Geschäftsführung aus Olivier Gabriel, Tim Henrik Maack, Wolfgang Nickles, Marcus Schramm und Mark Oliver Schreiter. Die Marke ERCO, unter der die Leuchten vertrieben werden, ist seit 1956 geschützt.
Um die Jahrtausendwende entschied sich die Geschäftsführung des mittelständischen Familienunternehmens, seine Kompetenz im Bereich der Optoelektronik in Lüdenscheid aufzubauen. Seit Januar 2015 basiert das Produktsortiment von ERCO vollständig auf LED-Technologie und wird unter dem Leitmotiv „light digital“ vermarktet.

## Produkte

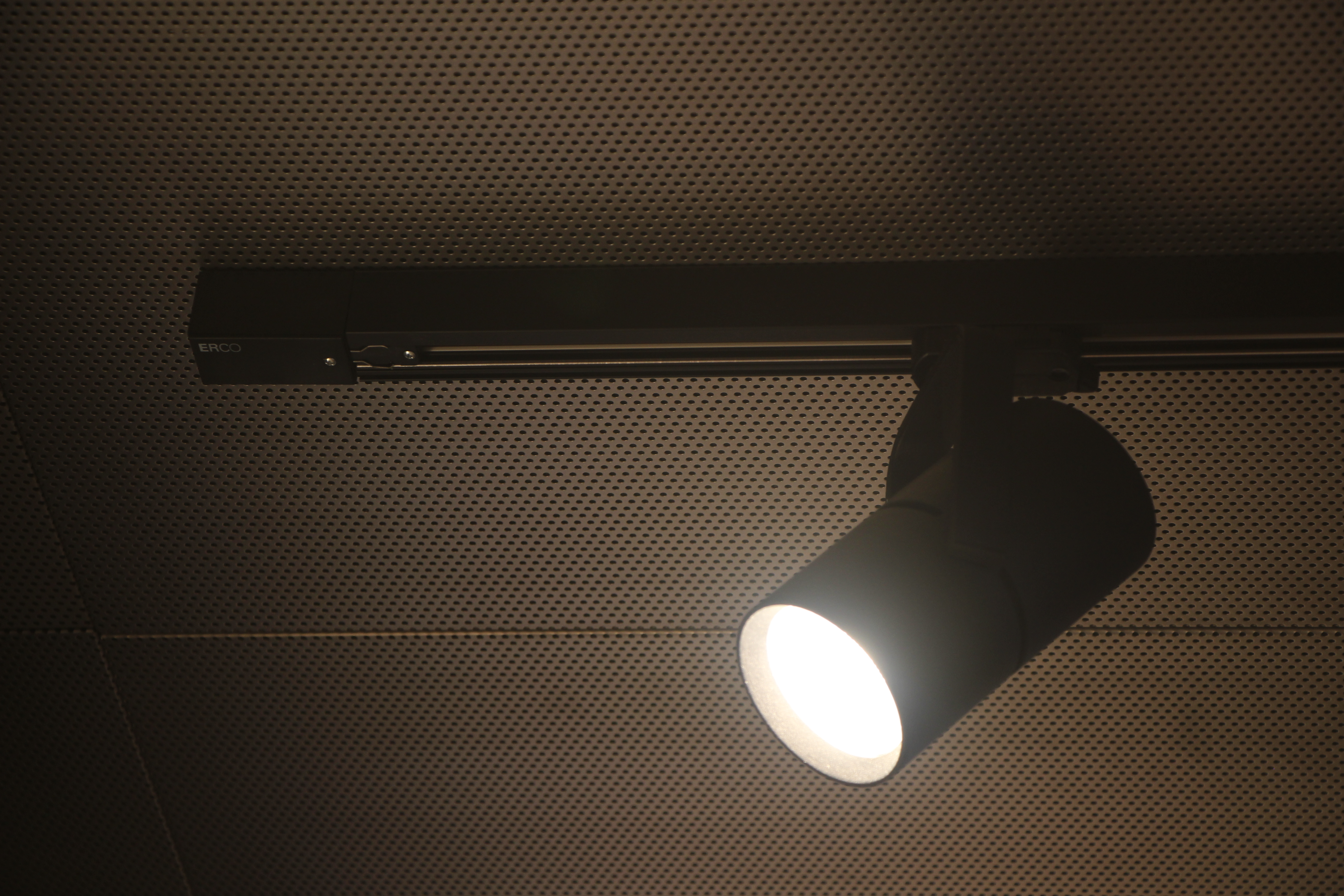
Strahler

Ursprünglich produzierte ERCO Haushaltsleuchten wie Küchenpendelleuchten oder Badezimmerleuchten. Unter der Führung von Klaus Jürgen Maack verschoben sich die Aktivitäten seit Ende der 1960er Jahre auf das neu entstandene Segment der Systeme zur professionellen Architekturbeleuchtung. Seit dieser Zeit bilden Stromschienen, Strahler und Deckeneinbauleuchten das Rückgrat des Produktportfolios. Seit 2001 gehören auch Außenraumleuchten zum Angebot. 2000 erschienen die ersten LED-Leuchten.
Als Designklassiker sind die Strahler aus der TM-Reihe und die Tallon-Strahler bekannt.

## Design und Produktgestaltung
Sämtliche optoelektronischen Komponenten werden im Haus entwickelt. Seit der Umstellung auf Architekturbeleuchtung stehen Produktsysteme im Zentrum der Gestaltung, so dass sich alle Leuchten miteinander kombinieren lassen.
In den 1960er Jahren begann ERCO, bei der Produktgestaltung mit Designern zusammenzuarbeiten. So entwickelte Alois Ferdinand Gangkofner ab 1963 Formen für Lampenschirme aus Kunststoff. Seit den 1970er Jahren wurde unter anderem von Roger Tallon, Ettore Sottsass, Emilio Ambasz, Shiro Kuramata, Giancarlo Piretti, Dieter Witte, Knud Holscher, Franco Clivio, Naoto Fukasawa und Yves Béhar und 1985 von Mario Bellini (der Strahler Eclipse) gestaltet.
In Zusammenarbeit mit dem Gestalter und Schriftdesigner Otl Aicher entstand ab 1974 ein Corporate Design, das sich in seinen wesentlichen Zügen bis heute erhalten hat. Aichers Rotis ist seit 1990 die Hausschrift des Unternehmens. Klaus Jürgen Maack erhielt 1993 die Auszeichnung „Bundespreis für Förderer des Designs“ durch den Rat für Formgebung, unter anderem für sein Schaffen als ERCO-Geschäftsführer.

## Auszeichnungen
Für seine Produkte und Markenkommunikation erhielt ERCO Designpreise, zuletzt unter anderem den iF Gold Award 2015, die Good Design Awards 2014, die London Design Awards 2014 (für die LED-Scheinwerfer Lightscan, Parscan, Skim), den Focus Open 2012, den Designpreis der Bundesrepublik Deutschland 2008 sowie den German Design Award 2014 (für Light Board LED).
In die ständigen Sammlung des Museum of Modern Art sind die von Roger Tallon gestalteten Tallon-Strahler und die Oseris-Niedervolt Strahler von Emilio Ambasz, Giancarlo Piretti aufgenommen worden.

## Projekte

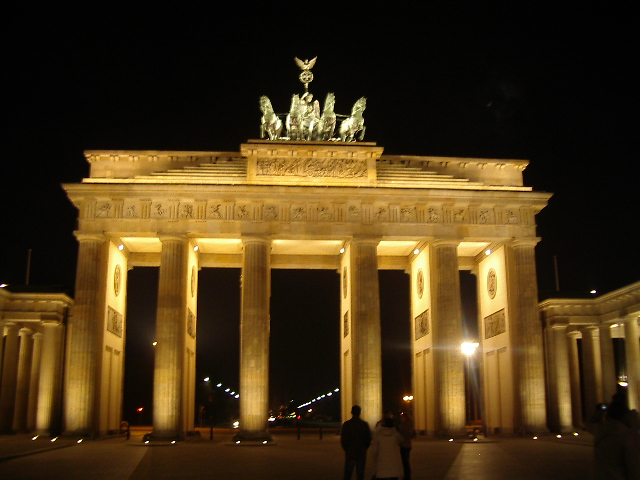
Brandenburger Tor bei Nacht

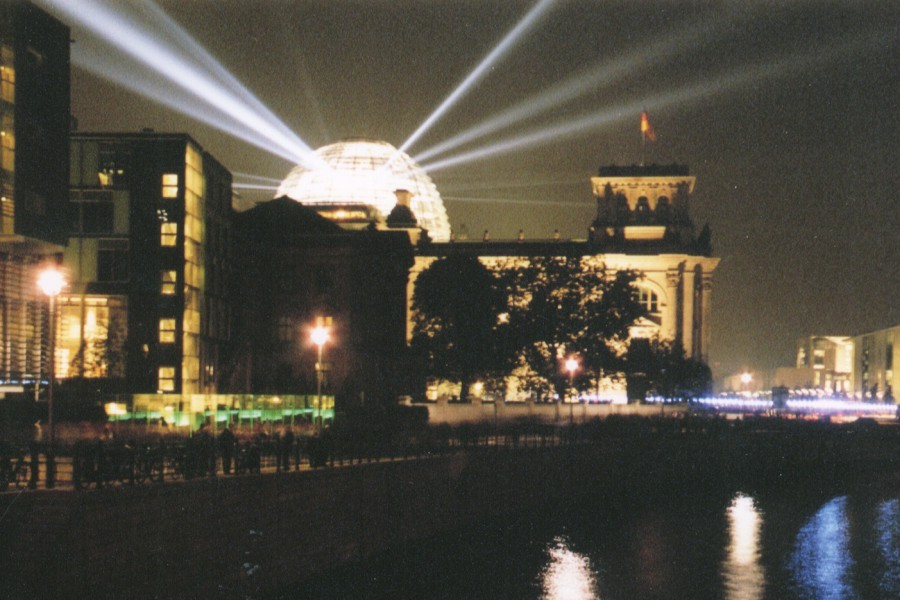
Reichstagsgebäude bei Nacht

Ursprünglich bekannt für Beleuchtung von Kulturinstitutionen, stattet ERCO heute auch zahlreiche Geschäfte und Büros mit seinen Produkten aus. Zu den weltweit bekannten Beleuchtungsprojekten gehören unter anderem das Hotel Burj al Arab in Dubai, die Hagia Sophia in Istanbul, die Vatikanische Pinakothek in Rom, der Grand Louvre mit der Glaspyramide in Paris und seine Dependance in Lens, das Guggenheim-Museum Bilbao, das Auktionshaus Christie’s in New York sowie die Flughäfen von Dubai, London-Stansted, Buenos Aires-Ezeiza und München. Internationale Modemarken wie Desigual, adidas, ZARA, Camper oder American Apparel beleuchten ihre Filialen mit ERCO-Produkten. Auch in Deutschland gibt es repräsentative Bauten, die nachts durch ERCO hervorgehoben werden, beispielsweise in Berlin das Brandenburger Tor, das Reichstagsgebäude, das Neue Museum, das Bundeskanzleramt oder das Hotel Adlon.

## Architektur
Der Firmensitz auf der Brockhauser Ebene nördlich von Lüdenscheid gliedert sich in verschiedene Bauabschnitte. Die ältesten davon sind die Produktionshalle mit Sheddach „P1“ sowie das siebenstöckige Verwaltungshochhaus, die 1967–69 nach Plänen von Ernst Kuhlmann, Hagen, entstanden. 1974 kam als zusätzliche Montage- und Lagerfläche das aus markanten Betonelementen bestehende Gebäude „P2“ hinzu, ein Entwurf von HPP Hentrich, Petschnigg & Partner aus Düsseldorf.
1989 wurde das „Technische Zentrum“ nach Plänen von Kiessler+Partner, München, fertiggestellt. Es erhielt Auszeichnungen für Industriearchitektur, unter anderem Anerkennungen beim Deutschen Architekturpreis, dem europäischen Constructa-Preis für Industriearchitektur sowie dem Mies-van-der-Rohe-Preis.
Das Gebäude „P3“ gilt als erstes Hochregallager Deutschlands mit Glasfassade. Der Entwurf der Architekten Schneider + Schumacher, Frankfurt, verfügt über etwa 7000 Palettenlagerplätze und eine Lichtkunst-Installation von Uwe Belzner, Heidelberg. Auch dieses Gebäude erhielt mehrere Auszeichnungen, zum Beispiel den Detail-Preis 2005, Sonderpreis Glas, den Preis des Deutschen Stahlbaues 2004, den Balthasar Neumann Preis 2004 (engere Wahl), den Licht-Architektur-Preis 2003 sowie den WestHyp-Stiftung 2002 – Architekturpreis für vorbildliche Gewerbebauten.
Bei der Renovierung des Empfangsbereichs und Foyers des „Technischen Zentrums“ 2011 konnte ERCO durch Einsatz seiner LED-Produkte eine Energieeinsparung von rund 75 % erreichen.